# POMZ

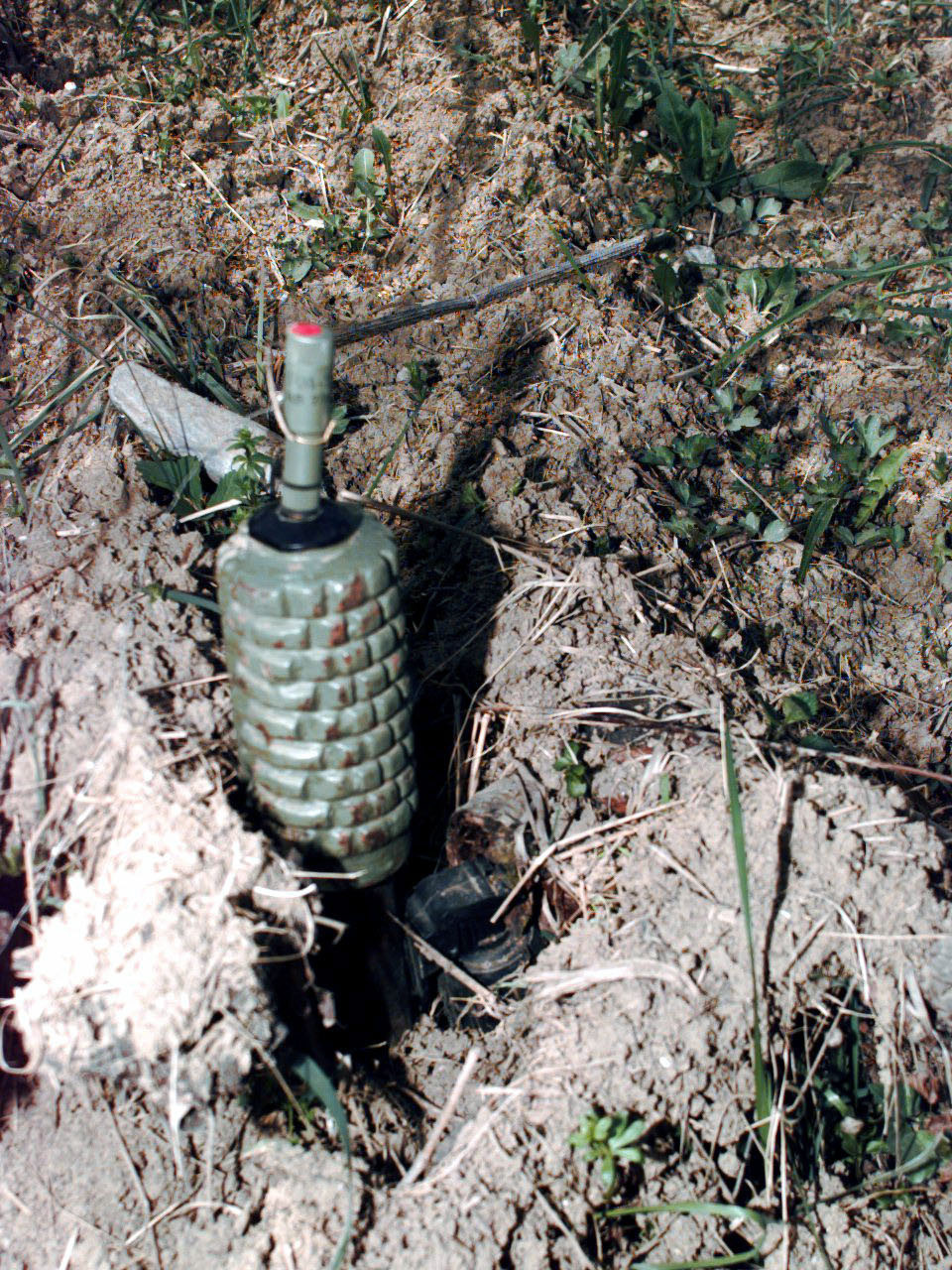
Yugoslav Versão jugoslava da POMZ; Balcãs 1996

As POMZ, POMZ-2 and POMZ-2M (em russo: ПОМЗ, ПОМЗ-2, ПОМЗ-2М) são  minas terrestres antipessoais de fragmentação de origem soviética. A versão original a POMZ, Foi utilizada durante a Segunda Guerra Mundial. Foi substituída pela POMZ-2, e mais tarde melhorada para a versão POMZ-2M. Estas versões foram utilizadas em diversos conflitos como a Guerra do Vietname, Guerra da Coreia e Guerra da Independência de Moçambique.